# EuskoTren

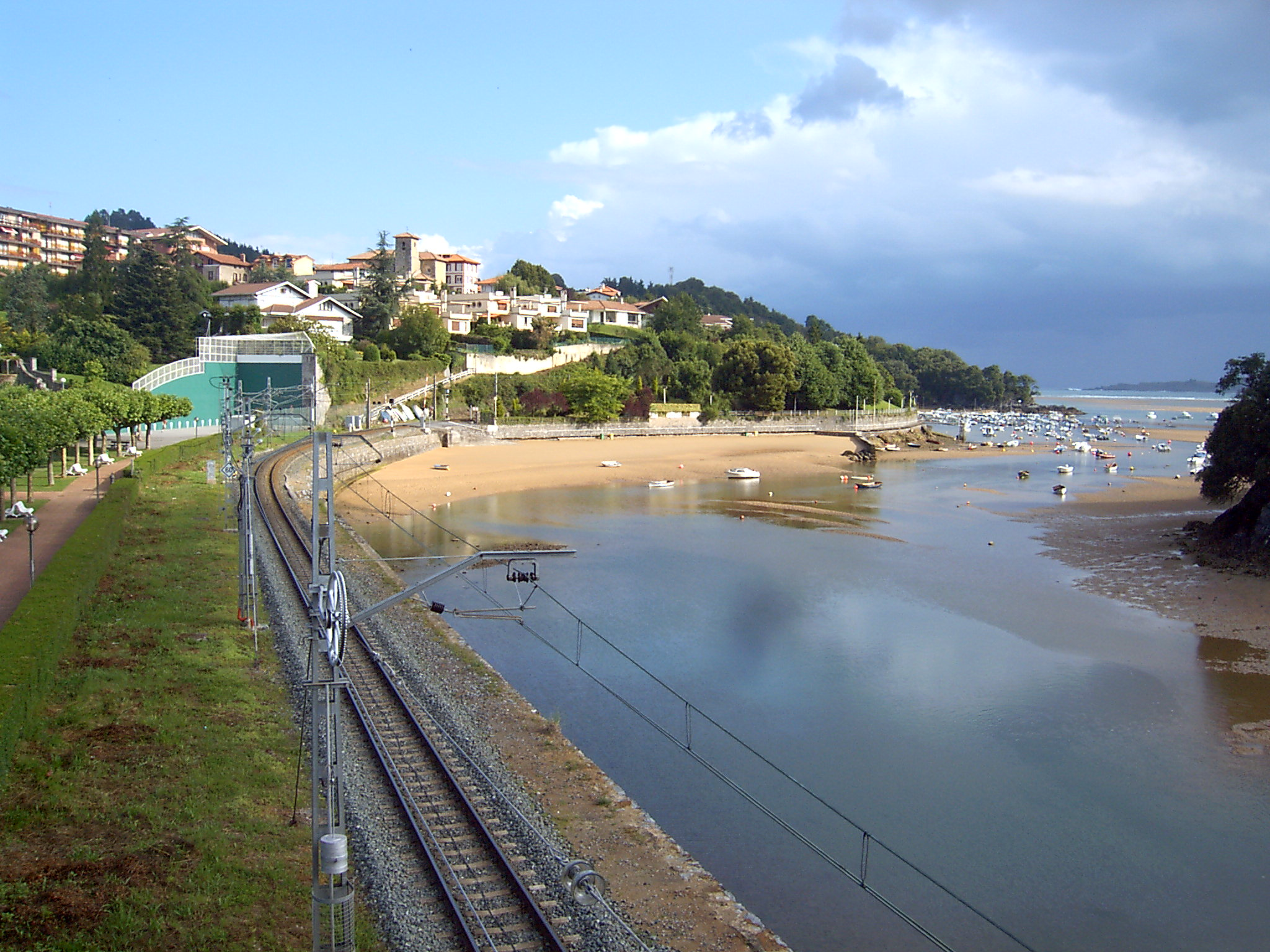
Jedna z linii kolejowych obsługiwanych przez EuskoTren przebiegająca przez Playa de Toña en Sukarrieta w mieście Pedernales

EuskoTren (Eusko Trenbideak / Ferrocarriles Vascos, oficjalnie: Eusko Trenbideak - Ferrocarriles Vascos S.A - Koleje Baskijskie) – przedsiębiorstwo kolejowe działające na obszarze Kraju Basków w Hiszpanii. 
EuskoTren prowadzi przewozy kolejowe podobnie jak FEVE na liniach wąskotorowych o rozstawie 1000 mm. a zarazem jest w całości własnością rządu baskijskiego. Działalność firmy skoncentrowana jest na połączeniach miast i miasteczek regionu z San Sebastián i Bilbao.
W zależności od świadczonych usług w skład całego przedsiębiorstwa Sociedad Pública Eusko Trenbideak-Ferrocarriles Vascos, S.A oprócz EuskoTren wchodzą:
- EuskoKargo – zajmujące się przewozem towarów
- EuskoTran – to nazwa tramwajów kursujących w Bilbao i Vitorii
- Bizkaibus – nazwa autobusu miejskiego kursującego w prowincji Vizcaya

## Linie kolejoweEuskoTren
| Symbol | Trasa                                   | Nazwa linii       |
| ------ | --------------------------------------- | ----------------- |
|        | Atxuri (Bilbao) – Ermua                 | Durangaldea       |
|        | Atxuri (Bilbao) – Amara (San Sebastian) | Kostaldea         |
|        | Ermua – Eibar-Azitain                   | Tranbia           |
|        | Lasarte Oria – Hendaia (Francja)        | Topo              |
|        | Atxuri (Bilbao) – Bermeo                | Urdaibai          |
|        | Deusto (Bilbao) – Lezama                | Txoriherri        |
|        | Escontrilla – La Reineta                | Funicular         |
|        | Lasao – Azpeitia                        | linia turystyczna |

W budowie jest linia metra, która obsługiwana będzie przez EuskoTren łącząca San Antonio - Matiko z portem lotniczym Bilbao.